# Siti Nurhaliza
Siti Nurhaliza binti Tarudin (in jawi سيتي نورهاليزا بنت تارودين; Temerloh, 11 gennaio 1979) è una cantautrice, produttrice discografica, imprenditrice, attrice e scrittrice malaysiana.

## Biografia
Dal suo debutto, avvenuto nel 1995, ha vinto numerosi premi e raggiunto prestigiosi traguardi in patria. Nel 2002 ha vinto il premio come Voice of Asia, nell'annuale competizione canora che si svolge ad Almaty. Alcuni anni prima, nel 1999, ha vinto l'Asia New Singer Competition a Shanghai.
Ha vinto inoltre  37 Premi Anugerah Industri Muzik, 23 Premi Anugerah Bintang Popular, 26 Premi Anugerah Planet Muzik, quattro MTV Asia Awards, 3 World Music Awards e tantissimi altri premi.
È una delle donne più potenti e influenti dell'arcipelago malese-indonesiano.
Si è esibita dinanzi alla Regina Elisabetta II in occasione dei XVI Giochi del Commonwealth. Nel 2005 è diventata la prima cantante del sud-est asiatico ad esibirsi in concerto alla Royal Albert Hall di Londra, accompagnata dalla London Symphony Orchestra.
Ha ricevuto molti ordini cavallereschi in patria, tra cui quello di Compagno dell'Ordine della Lealtà alla Corona di Malesia.

## Discografia

### Discografia malese-indonesiana
Album studio
- 1996: Siti Nurhaliza I
- 1997: Siti Nurhaliza II
- 1997: Cindai
- 1998: Adiwarna
- 1999: Seri Balas
- 1999: Pancawarna
- 2000: Sahmura
- 2001: Safa
- 2002: Sanggar Mustika
- 2003: E.M.A.S
- 2003: Anugerah Aidilfitri
- 2004: Prasasti Seni
- 2006: Transkripsi
- 2007: Hadiah Daripada Hati
- 2008: Lentera Timur
- 2009: Tahajjud Cinta
- 2014: Fragmen

### Discografia inglese
Album studio
- 2011: All Your Love

### Altro
- 2010: Siti & Friends (raccolta)

Ha partecipato come ospite speciale al concerto di Dimash Qudaibergen tenutosi a Kuala Lumpur il24/06/2023.